# Џон Џелико
Џон Рашворт Џелико, 1. гроф Џелико (енгл. John Rushworth Jellicoe, 1st Earl Jellicoe; Саутхемптон, 5. децембар 1859 — Лондон, 20. новембар 1935) је био адмирал флоте Краљевске морнарице. Борио се у Англо-египатском рату и Боксерском устанку и командовао Великом флотом у бици код Јитланда у мају 1916. током Првог светског рата. Његово командовање флотом у тој бици је контроверзно; није направио никакве озбиљне грешке и немачка Флота високог мора (Hochseeflotte) се повукла у луке − у време када би пораз био катастрофалан за Британију − али у то време британска јавност је била разочарана што Краљевска морнарица није однела победу једнаку оној као код Трафалгара. Џелико је касније служио као Први лорд мора, али је смењен крајем 1917, као резултат његових песимистичких погледа, изјављујући да се ништа не може учинити да се поразе немачке подморнице. Такође је служио као Генерални гувернер Новог Зеланда почетком 1920-их година.